# 悲歡的歲月
《悲歡的歲月》（日语：喜びも悲しみも幾歳月）是1957年日本彩色電影，由木下惠介編導，高峰秀子及佐田啓二主演。

## 演員表
- 有澤四郎：佐田啟二
- 有澤清子：高峰秀子
- 有澤雪野：有澤正子
- 有澤光太郎：中村賀津雄
- 野津：田村高廣
- 真砂子：伊藤弘子
- 名取：北龍二
- 名取進吾：仲谷昇
- 進吾的媽媽：夏川靜江
- 藤井龍子：桂木洋子
- 觀音埼手塚台長：小林十九二
- 郵政局長：坂本武
- 金牧：三井弘次
- 糸子：井川邦子
- 清子的媽媽：岡田和子
- 金牧的妻：櫻陸子
- 石狩燈台木村台長：明石潮
- 佐渡大場台長：夏川大二郎
- 二川無電士：磯野秋雄

## 外部連結
- 互联网电影数据库（IMDb）上《悲歡的歲月》的资料（英文）